# 金本浩二
金本 浩二（かねもと こうじ、朝: 김일우、1966年10月31日 - ）は、韓国の男性プロレスラー・YouTuber。兵庫県神戸市長田区出身。血液型AB型。

## 経歴

### 新日本プロレス時代
小学6年から柔道を経験し、大阪芸術大学芸術学部環境計画学科（2004年度より環境デザイン学科）を卒業。学生時代（大阪芸術大学 柔道部所属）よりプロレスラーに憧れて栗栖正伸トレーニングジムで半年間トレーニングを積んで1990年6月に新日本プロレスへ入門する。11月7日に和歌山・岩出町立町民総合体育館での小原道由戦でデビューした。当初から「生涯一ジュニア（ヘビー級）」を宣言する。
1991年にメキシコに武者修行へ行き、1992年に帰国後「3代目タイガーマスク」に抜擢されるが、自身のスタイルとアクロバットを主体とするタイガーマスクとのギャップに悩み、1年もしないうちに覆面を脱いだ。その後はアメリカ遠征を経て心機一転。タイガーマスク時代に磨きを掛けた蹴りと空中殺法にラフ殺法を織り交ぜ、開花。1995年にはIWGPジュニア、UWAジュニアの2冠王者となった。
1997年頃になると髪を茶髪に染め上げ、よりハードヒットな打撃やラフ殺法といったケンカファイトに磨きを掛け始める。特にBEST OF THE SUPER Jr. などでインディーなどの他団体の選手と当たった際にはより怖さを見せ、打撃と危険な投げ技で相手を真っ向から叩き潰すようなスタイルで多くの選手が金本との試合後、病院送りにあっている。対立関係にあった獣神サンダー・ライガーが「新日Jrの象徴」であるなら、金本は「新日Jrの強さや怖さの象徴」的存在であり、新日に上がった他団体のジュニア選手から試合で当たるのを恐れられた。
1998年のBEST OF THE SUPER Jr.初戦でいきなり金本と当てられたWARの安良岡裕二が試合開始からツバを吐きかけて奇襲を仕掛けるなどの金本の傍若無人なケンカファイトに圧倒され、金本の放ったフライング・ニール・キックで右アゴを骨折。その後も泣き叫びながら立ち向かってくるボロボロの安良岡に対し金本は、雪崩式タイガースープレックスといった受け身の取りづらい荒技を繰り出すなど情け容赦なくいたぶり続けた。試合は安良岡に一瞬の隙をつかれスクールボーイで大金星を奪われるも、安良岡は金本からの一勝と引き換えに右アゴの骨折や肩の負傷などで長期欠場に追い込まれる（あまりにも凄惨な試合内容に激怒した安良岡のファンが試合後、後楽園ホール駐車場に向かい金本の愛車を傷つけるなどの行為を起こしている）。安良岡は一時復帰するも、怪我の影響で翌年引退した。後に自身のYouTubeにて試合を振り返り、「怪我をさせるつもりは無かった。雪崩式タイガースープレックスも肩からでなく、回転してうつ伏せで受け身をとってくれればと思っていた。もし自分との試合が引退に繋がったとしたら、安良岡君に謝りたい」と語っている。
同じく金本と当たった南条隼人は2011年に自身のブログで当時の金本との試合を振り返っており「この試合の映像は家にあるけどいまだに見れないよね…」、「絶対にいけないことなんだけど、情けない試合をした事よりも、とりあえず（金本さんとの試合が）終わった事への安堵感の方が大きかった…」と当時の試合後の気持ちを語っている。この金本の一貫した激しいファイトスタイルや試合内容が新日ファンの支持を集めていき、1999年頃になるとジュニアという枠を飛び越え、新日レスラーの中でも屈指の会場人気を誇るようになる。この頃には金本が入場時に女性ファンから多くの花束を貰うのが定番になっていた。
2000年5月5日の新日本プロレス福岡ドーム大会ではライガーの計らいにより闘龍門JAPANが新日初参戦。"ライガー、田中稔、CIMA、スモー・ダンディ・フジ2000 vs 金本、大谷晋二郎、高岩竜一、ケンドー・カシン" という豪華な8人タッグマッチが組まれた。ライガーとは対照的に金本は当時「空飛ぶホストクラブ」等と称されていた闘龍門勢の新日Jr参戦に納得せず試合前から「病院送り」宣言するなど怒りを露わにした。試合ではCIMAらが真っ向から闘おうとせず金本がリングインすると下がって挑発するなどの行為を繰り返した。試合後の会見で金本は、「実際試合やってみて、想像以下！実力もクソも無いやつらが試合中ぺちゃくちゃ喋ってるだけ！ボケみたいな選手に、ボケみたいなファンがよ！」などと闘龍門勢を酷評した。

### ヒール転向 - ジュニアの重鎮
2001年10月8日の東京ドーム大会にて長期欠場から半年ぶりに姿を表しTEAM2000入りを表明しヒールターン。以降T-2000ジュニア部隊のリーダーとしてAKIRA、邪道、外道らを率いて活動していく。しかし、復帰以降は爆弾を抱えていた膝が深刻化し、欠場前まで見せていたような重い蹴りは放てなくなった。また、膝への負担が大きいタイガースープレックスホールド やムーンサルトプレスの使用頻度も減らし、関節技のアンクルホールドを新たにフィニッシュ・ホールドとして取り入れるなど、ベテランらしいテクニックを取り入れたスタイルで膝の古傷を補うようになった。
2003年にNOAHに流出したIWGPジュニアタッグ王座奪回のため、金本自身も「ある意味、俺達が組むのは反則。」と言うライガーとの禁断のタッグを解禁。1月26日のNOAH神戸ワールド記念ホール大会に乗り込み金丸義信、菊地毅組から王座奪回。
2004年にG1 CLIMAXに初出場。
2005年12月、当時の新日本に対しての極度の不満や問題を感じつつ、試合を続けていたことを告白。井上亘を巻き込む形で、2か月近く会社と揉め続けたが結局は残留した。
2006年5月3日、福岡国際センター では第49代目IWGPジュニアヘビー級王座であるタイガーマスクをファルコンアローで破り、3年ぶり5度目のIWGPジュニアヘビー級王座に君臨。しかし、5月から6月にかけて行われたBEST OF THE SUPER Jr. XIIIではタイガー、井上亘に敗れ4大会ぶりに決勝トーナメントに進めなかった。8月にはG1 CLIMAXに出場しジュニアヘビーの選手で初めて決勝トーナメントに進出。準決勝で全日本プロレスの小島聡に敗れ決勝進出はならず。
10月8日にBEST OF THE SUPER Jr.初優勝を遂げた稔とIWGPジュニアヘビー級王座を賭け対戦し、アンクルホールドで見事タップを奪い防衛に成功。G1 TAG LEAGUEでは棚橋弘至とタッグを組んで準優勝という戦績を収めた。
2007年2月18日、両国国技館においてジュニア選手として史上初となるIWGPヘビー級王座に挑戦。王者・棚橋と互角の戦いを繰り広げるも、最後は棚橋のドラゴン・スープレックス・ホールドでピンフォール負けを喫した。
2009年2月12日にDRAGON GATEに乗り込みB×Bハルクに勝利を収めると3月22日に土井成樹が所持するオープン・ザ・ドリームゲート王座に挑戦するも、土井のマスキュラーボムで沈んだ。
5月6日、プロレスリング・ノアへライガーと共に乗り込み金丸、平柳玄藩組と対戦。自らを仲本工事とわざと名前を間違える平柳をアンクルホールドでギブアップを奪い勝利。6月に行われたBEST OF THE SUPER Jr.ではライガー、田口隆祐、タイチ、飯伏幸太らから勝利を収めBブロックを1位通過し、決勝戦ではプリンス・デヴィットに変型アンクルホールドで勝利し、V3を達成。7月20日にIWGPジュニアヘビー級王者であるタイガーとベルトを賭け対決するもデストロイ・スープレックス・ホールドで敗れた。
12月にSUPER J-CUP1回戦でフジタ"Jr"ハヤトと対戦。ハヤトと激しい打撃戦を制し2回戦進出を果たすも、田口に敗れベスト8に終わった。
2010年5月8日、SUPER J TAGにエル・サムライと共にエントリー。決勝で田口、プリンス・デヴィット組との激闘を繰り広げ、優勝。同時に第25代IWGPジュニアタッグ王座に君臨。7月19日に同タッグチームと初防衛戦を行ったが、サムライがピンフォールを奪われ、同王座から陥落した。
11月23日にはタイガーと保持しているNOAHのGHCジュニアタッグベルトをKENTA＆青木篤志組相手に防衛戦を行った。試合前にはパートナーのタイガーが「NOAHの事を見たことない。知らない。新日ジュニアが一番だと証明する。」などと散々挑発するも、対戦相手のKENTAからは「お前が言うなと。金本浩二が言うならわかる。それだけの歴史を作って来ただろうし。お前（タイガー）が言っても説得力が無い。」と逆に挑発される。しかし実際試合になると序盤から後楽園ホールにどよめきが起きるほど過度に張り合う金本vsKENTAを見て腰が引けたのかタイガーがKENTA相手にバチバチやりあう場面は皆無で金本任せのような試合になった。防衛したものの試合後に金本は、「口だけ瞬間湯沸かし器」などとタイガーを痛烈に批判した。

### 全日本プロレスに参戦 - 新日本プロレスを退団
2011年の契約を会社側が年間試合数を半減することで更改。本人の希望ではなく会社側の発表として「連チャンで試合数をこなすより、要所要所の方のほうが気持ちを入れやすい」と今後は兵庫県神戸市をメインに限定出場の形をとることになった。
実際は会社側の一方的な理由だったため、金本自身も限定出場は会見で初耳だった。そのため年齢・肉体面の問題は無いと主張し、他団体への積極参戦も見据えている。
2011年9月19日の星野勘太郎セレモニーマッチで星野が結成した魔界倶楽部のメンバーの魔界28号と対戦、アンクルホールドでタップを奪う。試合後、マイクを片手に亡き星野の意思を引き継ぐことを宣言し、魔界1号からもらったマスクを被りながら魔界1号と魔界28号と共にリングを後にした。
2012年は前年と同内容の契約を更新するも、新日本の興行の出場は一度もなく全日本にスポット参戦を果たしたのみである（下半期からは全日のみに定期参戦し、STACK OF ARMSと合流） 田中稔とのタッグ
『ジュニアスターズ』などでタッグ戦線で活躍。 アジアタッグ王座も獲得している。
全日本プロレスとの台湾合同大会では、控え室は新日本プロレス側となる。
2013年2月、全日本プロレスの記者会見にて1月に新日本プロレスとの契約更改をせず退団したことを発表。以降、全日本プロレスにフリーとして参戦。
6月を最後に全日本プロレスから武藤敬司ら大半の選手が退団し分裂したことで金本の去就も注目されたが、金本はブログ上で「SOAのメンバーだけは裏切ることは出来ない」とコメントしていることから、武藤派による新団体「WRESTLE-1」に参戦すると見られる（SOAメンバーは全員W-1に参加）。
2013年9月8日、WRESTLE-1の旗揚げ戦にフリーとして参戦。
2014年9月突如WRESTLE-1の定期参戦を終える。

### 関西を拠点
2015年からは、ZERO1、大日本プロレスなどフリーランスで活動。
2016年9月22日、アゼリア大正でのVKF選手権試合で王者・勝村周一朗と対戦し王座獲得。2017年1月21日、政宗を相手に初防衛。3月26日、アゼリア大正大会でツバサを下し2度目の防衛に成功。
2018年 ZERO1、大日本プロレス、VKFへの参戦もなくなっており、単発のプロモーション興行への出場が主となっている。
また2016年頃より舞台俳優としての活動も始めている。
2019年3月1日、妻に暴行した容疑で逮捕されたが、4月5日に不起訴処分となった。
YouTube での過去の試合や上記エピソード等の配信も行っている。
50歳を超えた後もボクシングジムも含むジムで5～6時間トレーニングをし、ランニングもダッシュなどを含め2～3時間行っているという。
2023年5月6日、脊椎管狭窄症を患っていることをTwitterで公開した。

## 得意技
50代にしてもその風貌から「ジュニアの喧嘩番長」の異名を取るなど、喧嘩っぽいファイトが特徴である。

### フィニッシュ・ホールド
アンクルホールド
金本の最近の主なフィニッシュ技。状況によりスタンディング式とグラウンド式を使い分ける。試合を決める際には、もう片方の足もロックして動きにくくして極める。
変形アンクルホールド
相手の両足を変型裏4の字の状態（リバースのナガタロック状態）で固めてからアンクルホールドを極める技。2009年のベスト・オブ・ザ・スーパージュニアから使用し続けている。
膝極め式・アンクルホールド
相手の片足に自身の両足を絡めて膝を極めた状態で、もう片方の足首を極める変形のアンクルホールド。
タイガー・スープレックス・ホールド
金本が3代目タイガーマスク時代にタイガーマスクの定番ムーブメントとして習得した技。以降、投げ技のフィニッシュムーブとして定着している。クラッチが初代タイガーマスクと同じで、相手の両腕をチキンウィングに固めたあと、両手の平を背中に当てるのが特徴である。ただし、最近は膝の怪我の為か大一番でしか使用しない。
ローリング・セントーン
コーナー付近に横向きに相手をうつぶせ状態で寝かせ、リング内からコーナー2段目のロープに飛び乗り、振り向くように前方宙返りしながら背面でプレスする。新人の頃から使っている定番ムーブ。稀にトップロープから仕掛ける事もある。
ファルコン・アロー
相手をブレーンバスターの体勢で持ち上げ、上空でホールド。前方開脚しながら尻餅を付くようにツームストーン・パイルドライバーの体勢で広げた自分の股の間に相手の後頭部から背中を前方に叩き付ける。もとはハヤブサの開発した必殺技で、フィニッシュの形が鏃（やじり）に似ていることから名前が付けられた。金本の場合はオリジナルのファルコンアローと違い、落とす際に相手のタイツではなく太腿の部分を持って垂直落下式に落とす事で威力を増す工夫がされている。

### その他
ムーンサルト・プレス
金本の場合は、高く飛び上がり両手を大きく広げる空中姿勢の良さが特徴である。その反面相手に避けられやすく、両膝の怪我が深刻化して以来はここ一番でしか披露しない。しかし、飛んでいる間の弧の綺麗さは天下一品である。
ボディスラム
金本の場合は、通常の形のボディスラムの他にもムーンサルトプレスへの繋ぎとして相手を自分と垂直になるように抱えて、その体勢のまま相手をコーナーポストに対し垂直になるように背面から叩き落とす独特の形のボディスラムを使う。この形のボディスラムを、金本式として通常のボディスラムと区別して呼ぶことがある。
ローリング・ソバット
3代目タイガーマスク時代にタイガーマスクの定番ムーブメントとして習得した技。ロープワークの最中など、試合の流れを変える時に使うことが多い。
スピニングレッグロック
これも3代目タイガーマスク時代にタイガーマスクの定番ムーブメントとして習得した技。形としてはスピニング・トーホールドと同じだが、独特のスピード感で回転しシットダウン気味に膝を折りながら繰り出すため、見た目の華麗さ以上にキツイ技である。
顔面ウォッシュ
コーナーに座り込んだ相手の顔面を靴底で何度もこすり上げる。ダメージそのものより相手に屈辱感を与えるのが目的の技。元々は金本のかつての盟友であり、ライバルだった大谷晋二郎の定番ムーブ。締めは滞空時間の長いドロップキックになることが多い。大谷の新日本離脱に伴い、技を継承した。
IVニーロック
四の字に組んだ自分の脚に相手の片足を挟み、テコの応用で足首を極める関節技。2007年2月に棚橋弘至が保持するIWGPヘビー級王座に挑戦した際に使用した。
コーナーニーパッド
コーナーに押し込んだ相手の頭を押さえつけて逃げられない状態にし、その場飛びの要領で膝を相手の顔面に打ち付ける。勢い余って自分が場外に転落することもある。
シュミット式バックブリーカー
ムーンサルトプレスの繋ぎ技として使用する。金本の場合は、シュミット式に捕らえておいてそのままマットに落とすのが主流となっている。
払い腰
ロープ際で跳ね返ってきた相手へカウンターで繰り出す。またヘッドロックしたまま払い腰するパターンも存在する。
フロント・スープレックス
走ってきた相手に見舞うカウンター式を得意とする。
ウラカン・ラナ
金本の柔軟性を活かした固め技。時々不意にカウンターで使用する。アンクルホールドの繋ぎ技としても使用したことがある。
雪崩式フランケンシュタイナー
この技を仕掛ける際、金本は片手でガッツポーズをした後ロープに登って観客を拍手で煽ってから放つことが多いが、稀に女性客に投げキッスをしてから放つ場合もある。
雪崩式キャプチュード
ごく稀に使用する技。
雪崩式タイガー・スープレックス
受け身の取れない角度で強引に投げ飛ばす荒技。後にほとんど使われなくなった。
雪崩式リバース・フランケンシュタイナー
通常の雪崩式のリバースバージョン、相手は背中を向けているので相手によっては体が回りすぎず脳天から落ちる危険な技。一時期使っていたが、危険すぎるためか後にこの技をまず使わなくなった。
飛び後ろ廻し蹴り
昔から使っており、主に相手との打撃での猛攻の末や一方的に相手を痛ぶる打撃ラッシュの末に使用する事が多い。試合の流れを変えるときにも用いられる。
踵落とし
相手が前かがみなった時に、よく用いられる。キックの連携でもよく用いる。
バズソーキック
仰向けになった相手の上半身を起こして相手の左側頭部を振り抜いた右足の甲で蹴り飛ばす。
コーナーに逆さ吊りにしてのスライディングキック
初使用は1995年での大谷戦のダブルタイトルマッチ。考案者は高岩でのちに大谷にも使用されており、大谷のオリジナルと見なされることがあるため金本はこの技は自分のオリジナルであると主張している。
ジャッキー・チェン蹴り
いわゆる初代タイガーマスクが使っていたスクリュー・ハイキック。稀にカウンターで使用。金本曰く「ジャッキー・チェンの映画を見て練習した」とのこと。
各種キック
ローキック、ミドルキック、ハイキック
マスク剥ぎ
覆面レスラーのマスクを完全に剥いで相手の戦闘能力を落とすラフファイト。しかし、相手の闘争本能に火を点けて反撃に合うケースも多数ある。

## タイトル歴
新日本プロレス
- IWGPジュニアヘビー級王座（第23代、第25代、第33代、第43代、第50代）
- IWGPジュニアタッグ王座（第5代、第10代、第14代、第25代）（パートナーは田中稔→獣神サンダー・ライガー→井上亘→エル・サムライ）
- BEST OF THE SUPER Jr.優勝（1998年、2002年、2009年）
- SUPER J TAG優勝（2010年）（パートナーはエル・サムライ）

全日本プロレス
- アジアタッグ王座（第89代、第91代）（パートナーは田中稔）

プロレスリング・ノア
- GHCジュニアヘビー級タッグ王座（第12代）（パートナーはタイガーマスク）

プロレスリングZERO1
- NWAインターナショナルライトタッグ王座（第24代）（パートナーは田中稔）

アパッチプロレス軍
- WEWヘビー級王座（第13代）

VKFプロレス
VKF KING of WRESTLE NANIWA王座（第8代）
UWA
- UWA世界ジュニアライトヘビー級王座（第26代）
- UWA世界ウェルター級王座（第25代）

4FW
- 4FWジュニアヘビー級王座：1回

## 入場テーマ曲
- QUICK AS LIGHTNING! - デビュー戦から使用。
- Let's Go Tiger（HOT LEGS） - 3代目タイガーマスク時代に使用。
- DOG FIGHT（炎達） - ヤングライオン時代に使用。
- ジャンクション 〜旋風〜（N.J.P. UNIT） - 90年代後半～2000年のキャリア全盛期時に使用していた金本を代表する入場曲。その後も特別な試合で使用する事がある。
- BRING IT BACK （ZIN & MASASHI） - TEAM2000時代から使用。ボーカルはZIN、コーラスでMASASHIが歌っているが、金本自身のファンクラブイベントで「MASASHIと一緒にオレも歌っている」と語った。
- JAGUAR'08（春畑道哉） - 元々フジテレビ系列のプロ野球中継『BASEBALL SPECIAL〜野球道〜』のテーマ曲として制作された曲だった。

## その他
- 金本がしゃがれたガラガラ声になったのは、人気、実力共に金本の全盛期であった90年代後半から2000年にかけての度重なる激しい試合の影響（高岩竜一による喉元への逆水平チョップ等。）で喉が潰れてしまったためである。
- TNAの試合でクリストファー・ダニエルズが「足掛け式の変形肩固め」を初披露した際、実況のマイク・テネイが「日本のレスラー金本浩二が使っていた技だ。」と紹介したため英語名で"Koji Clutch（コウジクラッチ）"という技名が付いた。その後、WWEでもCMパンクがコウジクラッチとして使用するなどアメリカで技名が定着しているが、金本自身は足首を変形式で固めるIVニーロックといった似たような体位になる技は使用しているものの、コウジクラッチと同じ技は使った事がない。
- 長い間、独身貴族であったため女性人気が高いが、それでいて男性ファンも多い。かつては各会場で金本に向かって大声で名前を叫び上げる女性（通称「金本女」）がいた。
- 愛称は名字が同じであり、元阪神タイガース監督の金本知憲にちなんで「（プロレス界の）アニキ」。
- 矢沢永吉の大ファンであり、入場時には矢沢を真似して首からスポーツタオルをぶら下げて入場している（矢沢もアニキと呼ばれているため、金本は自分がアニキと呼ばれるのも満更でないらしい。）。またTUBEのファンでもあり、毎年G1 CLIMAXの時期になると入場曲がTUBEの楽曲に変更される。
- 天山広吉のことを本名で「山本さん」と呼ぶ。（近年はブログなどで「天ちゃん」と呼ぶことも。）。デビューは金本の方が先だったが、入門は天山の方が1か月早かったためである（逆に天山は「金本さん」と呼ぶ。）
- 抗争時に年寄り呼ばわりしていたエル・サムライとは、実は同じ年齢である（デビューは、サムライの方が四年早い。）。他にも佐々木健介、AKIRA、小川良成、小橋建太、中西学、飯塚高史、高山善廣、新崎人生、ウルティモ・ドラゴン、MEN'Sテイオー、ビル・ゴールドバーグなど、出生数の少ない丙午生まれ（早生まれの小橋、中西を除く。）であるにもかかわらず金本と同学年で活躍するレスラーは多い。
- ウルトラマンや仮面ライダーをはじめとする特撮ものや映画関連のフィギュア・DVD等を好みで収集している（金本本人は自ら「オタク道」と語っている。）。また、『ウルトラマンガイア』の第34話「魂の激突!」では橋本真也や井上亘らと共に実名で出演している。
- プロレスラー志望ということで、大学在学中は食堂で大盛りにしてもらうなどの優遇を受けていたという。
- 鶏肉が食べられない（プロレス格闘技DXより）
- 多くのプロレス団体が自前のバスで移動しているが、金本は巡業時のバスでの移動が苦手の模様でしばしばリング移動用のトラックに乗車したりなどの別行動を行っている。
- 元女子レスラーのhikaruと2009年に結婚したが、2012年頃に離婚している[注 3][12]。

## メディア出演

### テレビ
- ウルトラマンガイア第34話（TBS）（1999年） - プロレスラー役

### 舞台
- 愛と哀しみのババコビッチ元町激情編（2016年6月1日）